# Brunville
Brunville is een plaats en voormalige gemeente in het Franse departement Seine-Maritime in de regio Normandië en telt 222 inwoners (2005). De plaats maakt deel uit van het arrondissement Dieppe.

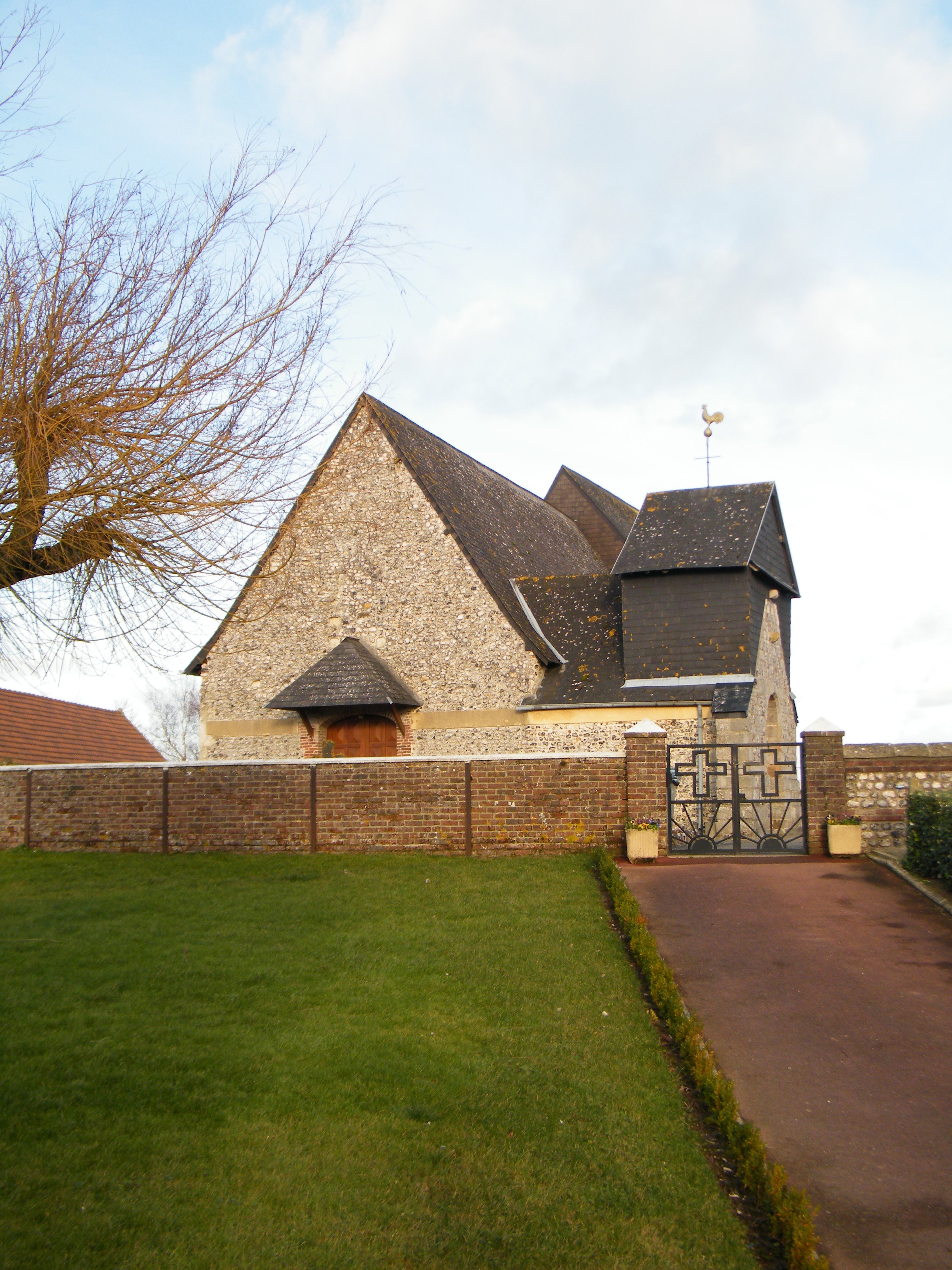
Église Saint-Adrien

## Geschiedenis
Oude vermeldingen van de plaats gaan terug tot de 11de eeuw als Brumvilla (eigenlijk Brunvilla of Brunivilla). De 18de-eeuwse Cassinikaart toont het dorpje Brunville.
Op het eind van het ancien régime eind 18de eeuw, toen de gemeenten werden gecreëerd, werd Brunville een gemeente.
Brunville is op 1 januari 2016 gefuseerd met de gemeenten Assigny, Auquemesnil, Belleville-sur-Mer, Berneval-le-Grand, Biville-sur-Mer, Bracquemont, Derchigny, Glicourt, Gouchaupre, Greny, Guilmécourt, Intraville, Penly, Saint-Martin-en-Campagne, Saint-Quentin-au-Bosc, Tocqueville-sur-Eu en Tourville-la-Chapelle tot de commune nouvelle Petit-Caux.

## Geografie
De oppervlakte van Brunville bedraagt 3,9 km², de bevolkingsdichtheid is 56,9 inwoners per km².
De onderstaande kaart toont de ligging van Brunville met de belangrijkste infrastructuur en aangrenzende gemeenten.

## Bezienswaardigheden
- De Église Saint-Adrien

## Demografie
Onderstaande figuur toont het verloop van het inwonertal (bron: INSEE-tellingen).